# Рауццини, Венанцио
Венанцио Рауццини (итал. Venanzio Rauzzini; 18 декабря 1746 года, Камерино, герцогство Милан — 8 апреля 1810 года, Бат, Великобритания) — итальянский композитор, пианист, педагог по вокалу и оперный певец–кастрат, импресарио; брат композитора Маттео Рауццини.

## Биография
Венанцио Рауццини родился 19 декабря 1746 года в Камерино. В детстве был кастрирован и пел в хоре Сикстинской капеллы. Он был учеником Доменико Корри и Муцио Клементи; учился у Джузеппе Сантарелли в Риме и Николы Порпора в Неаполе.
В 1765 году дебютировал на сцене Театро делла Валле в Риме в опере Никколо Пиччини «Фальшивый астролог», в женской роли. В 1766 году пел в театре Сан-Самуэле в Венеции. В 1766—1767 году был приглашён в Мюнхен, где пел в Баварской государственной опере. Ему пришлось покинуть двор в Мюнхене из-за многочисленных скандалов, связанных с замужними женщинами. Затем он пел при дворе в Вене, где в 1767 году познакомился с Вольфгангом Амадеем Моцартом, который предложил ему роль в своей опере «Луций Сулла».
В начале 1770-х Венанцио Рауццини снова выступал в Венеции и Мюнхене. С 1774 по 1778 год пел в Лондоне, где завершил карьеру оперного певца и посвятил себя педагогической деятельности, преподавая вокал и игру на фортепиано. Среди известных его учеников были Стивен Сторас, Нэнси Сторас, Майкл Келли и Джон Брэм. В это же время сочинил несколько опер.
В 1780 году переехал из Лондона в Бат, в графство Сомерсет, где в 1781 году стал директором нового Концертного зала Ассамблей. В 1794 году у него гостил Йозеф Гайдн. В качестве подарка хозяину гость составил канон «Турок был верный пес», приняв за основу слова Венанцио Рауццини, сказанные им в саду у памятника любимой собаке.
Певец и композитор курировал и финансировал концертную жизнь в Бате с 1781 до 1810 год. Многие его ученики выступали в абонементных концертах, которые он ежегодно организовал. Опубликовал вокальные упражнения и трактат о преподавании вокала.
Венанцио Рауццини умер 8 апреля 1810 года в Бате и похоронен в Батском аббатстве, где его учениками Анной Селиной Сторас и Джоном Брэмом был установлен ему памятник.

## Творческое наследие
Творческое наследие композитора включает 8 опер, несколько квартетов и сонат для скрипки и клавесина.